# Pentaplaris davidsmithii
Pentaplaris davidsmithii là một loài thực vật có hoa trong họ Cẩm quỳ. Loài này được Dorr & C. Bayer mô tả khoa học đầu tiên năm 1999.